# Megasoma acteon
Megasoma acteon là danh pháp hai phần của một loài bọ cánh cứng dạng bọ kìm ở Nam Mỹ. Nó là một trong những loài lớn nhất của bọ cánh cứng. Con đực có thể có kích thước khoảng 13,5 cm (5,3 inch), chiều dài 4 cm (1,6 inch).

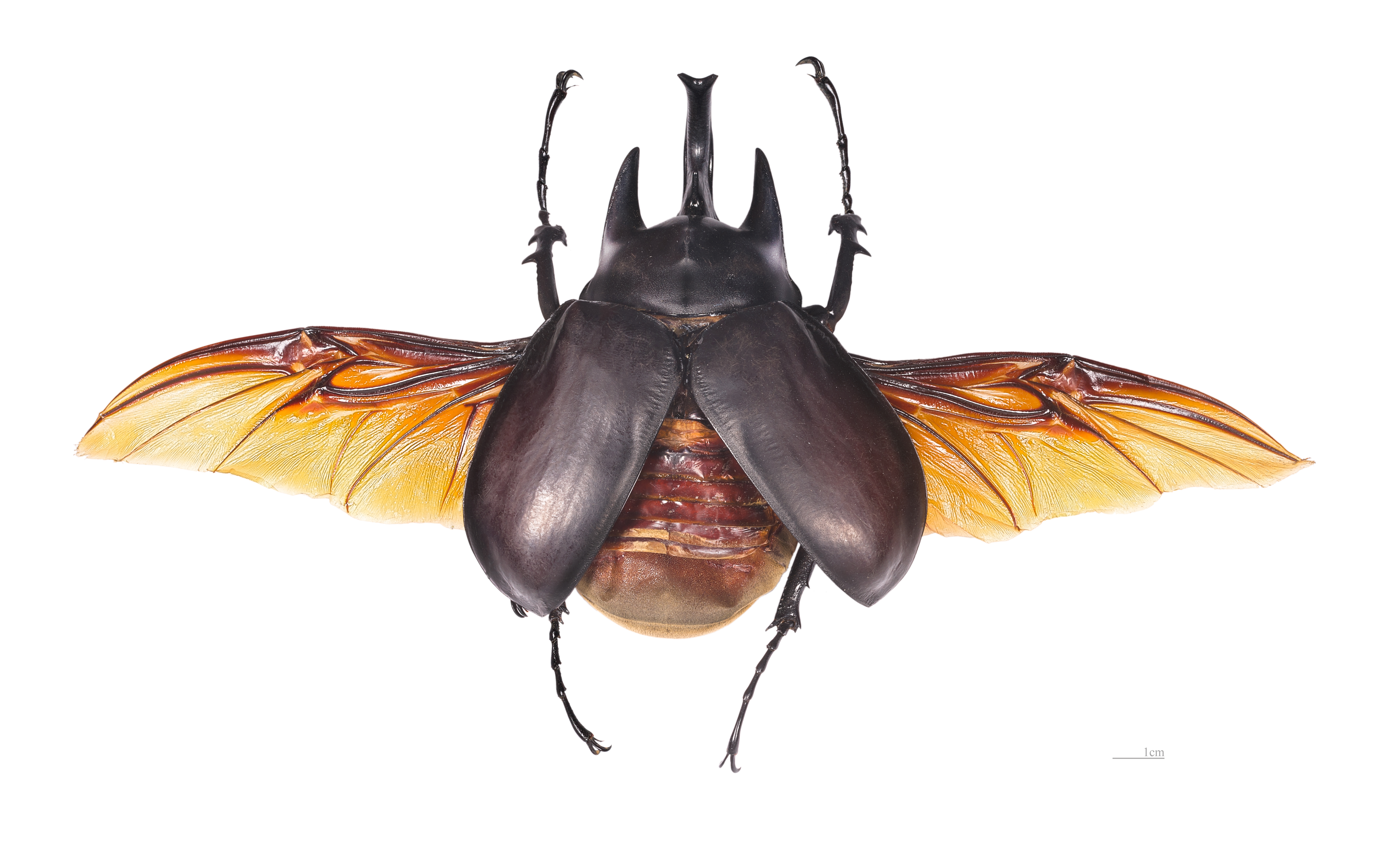
Megasoma actaeon